# Nervión
Il Nervión (in spagnolo) o Nerbioi (in basco) è un fiume dei Paesi Baschi, nel nord della Spagna, che attraversa la città di Bilbao per gettarsi nel Mar Cantabrico presso il Golfo di Biscaglia. Il tratto finale, dopo aver ricevuto le acque del fiume Ibaizabal, fino al mare, viene anche chiamato Estuario di Bilbao.

## Geografia
Nasce nei monti Cantabrici tra le province di Burgos e Álava, dalle acque che scendono dai picchi del Corral, da una parte e dalla foresta di Garobel dall'altra. Dopo pochi chilometri forma una cascata di 270 metri per poi continuare sino alla valle di Delica in direzione nord-est. Attraverso l'alta valle del Nervion entra nella provincia di Biscaglia, presso il paese di Orduña. Nel comune di Basauri, riceve le acque del fiume Ibaizabal, per poi attraversare la città di Bilbao e gettarsi nel mar Cantabrico (Golfo di Biscaglia) tra i comuni di Portugalete e Getxo.

## Idrologia

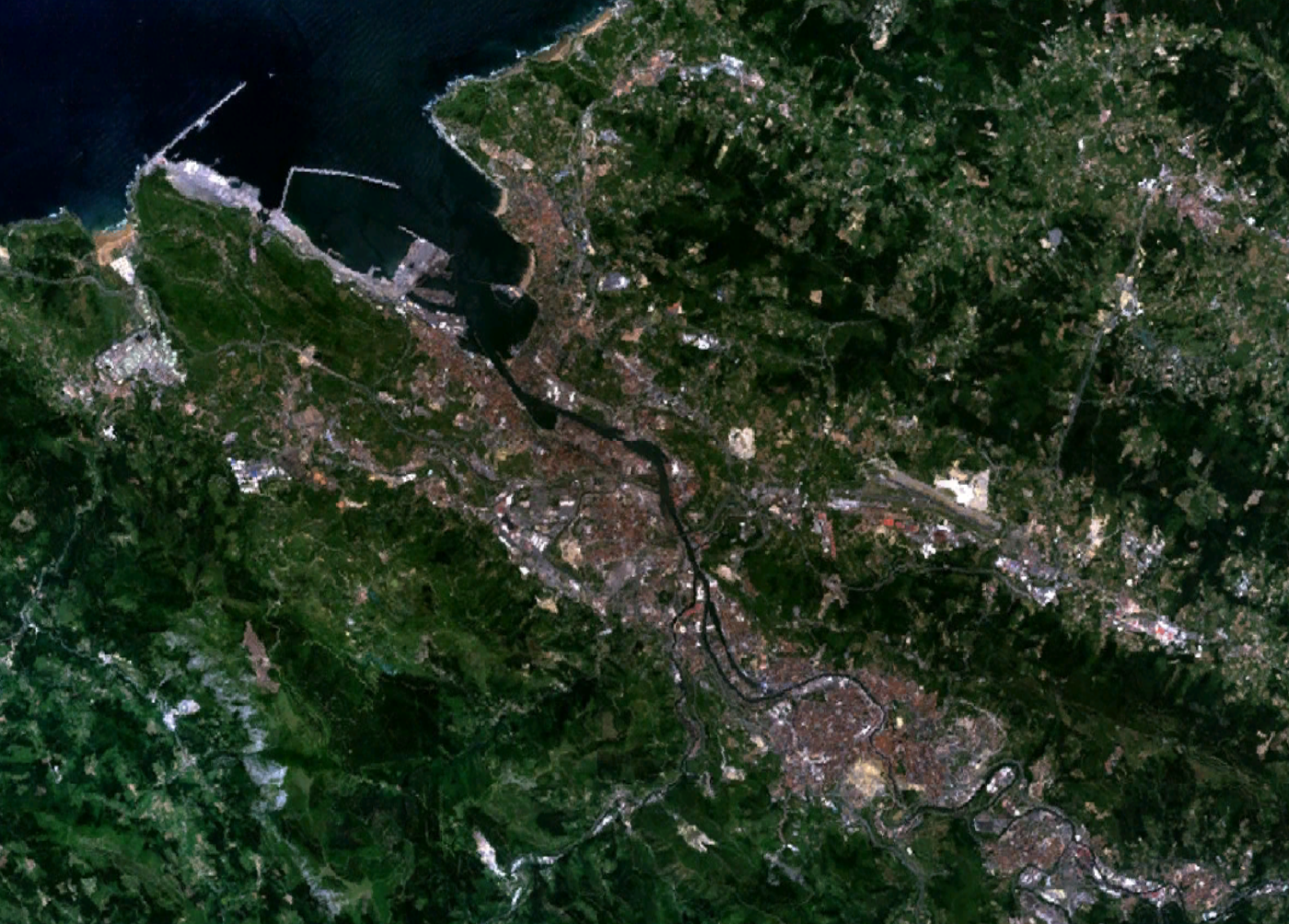
Confluenza tra il Nerbioi e l'Ibaizabal

Il fiume percorre 72 chilometri dalla sorgente al mare, con direzione nord-est. Nella parte superiore, nelle estati secche, in assenza di neve sulle montagne, il fiume si asciuga. L'influenza delle maree interessa gli ultimi 15 chilometri, permettendo la navigabilità.

### Affluenti
Gli affluenti dell'alto Nervion sono: Altube, Orozco, Ceberio ed i torrenti Zollo e Azpiunza.
Per quello che riguarda l'Ibaizábal, alcuni lo considerano un affluente di destra, altri invece considerano il Nervión affluente di sinistra dell'Ibaizábal. Altri ancora, infine chiamano tutto il sistema Nervión-Ibaizábal.
Gli affluenti dell’Estuario di Bilbao sono: 
- torrente Buya.
- Cadagua, coi sub-affluenti:
  - Ocharan.
  - Archola.
  - torrente Ganecogorta.
- Asúa, coi sub-affluenti:
  - torrente Derio.
  - torrente Lujua.
- Galindo coi sub-affluenti:
  - Regato.
  - Nocedal.
- Gobelas coi sub-affluenti:
  - Eguzquiza.
  - Udondo.

## Storia ed Economia
L'origine del nome Nervión deriva probabilmente dalla punta Nervina di 920 metri, che sovrasta la valle di Delica. Altri lo mettono in relazione col nome dell'imperatore romano Nerva.
Da tempo immemorabile il passo di Orduña mette in comunicazione le pianure della Spagna con la valle del Nervion, che ha sempre avuto una notevole importanza economica e politica (limite di separazione tra la contea di Castiglia ed i Paesi Baschi, nel Medioevo). Attraverso i secoli si è sempre mantenuto un efficace corridoio di comunicazione tra la Biscaglia ed il resto della Spagna. La ferrovia principale che da Bilbao raggiunge la pianura spagnola fu costruita nel 1870, seguendo il corso del fiume.
Bilbao nel contempo, grazie alla navigabilità degli ultimi 15 chilometri di fiume, si sviluppò grazie ad attività commerciali ed industriali che lo portarono a diventare il porto più importante di tutta la costa del nord della Spagna.
Ai giorni nostri l'importanza del fiume Nervion è diminuita per la trasformazione che sta subendo la zona industriale di Bilbao (a vantaggio della zona urbanistica), anche perché non è navigabile da tutte le navi attuali.

## Ambiente
Dopo un secolo di intensa attività industriale il fiume, specialmente nell'ultimo tratto di 25 km, era ecologicamente morto (il livello di ossigeno era il 20% meno della norma), e considerato tra i fiumi più contaminati al mondo. Dal 1990, dopo gli interventi delle autorità locali, la situazione è in leggero miglioramento, tanto da sperare di poter rivitalizzare, almeno parzialmente, la flora e la fauna.